# Liste der Nummer-eins-Hits in den Niederlanden (2006)
Dies ist eine Liste der Nummer-eins-Hits in den Niederlanden im Jahr 2006. Sie basiert auf den Nederlandse Top 40 von Radio 538 (Singles) bzw. den von der GfK ermittelten Dutch Album Top 100 dieses Jahres.
In diesem Jahr gab es 14 Nummer-eins-Singles und 22 Nummer-eins-Alben.

## Singles
| ← 2005 ← | Liste der Nummer-eins-Hits in den Niederlanden | Liste der Nummer-eins-Hits in den Niederlanden | Liste der Nummer-eins-Hits in den Niederlanden                                                                                             | 2007 → |
| \| Zeitraum \| Wo. ges. \| Interpret \| Titel Autor(en) \| Zusätzliche Informationen \| \| (Zeitraum, Wochen auf Platz eins, Interpret, Titel, Autor[en], zusätzliche Informationen) \| \| \| \| \| \| ----------------------------------------------------------------------------------------- \| -------- \| --------------------------------------- \| ------------------------------------------------------------------------------------------------------------------------------------------ \| -------------------------------------------------------------------------------------------------------------------------------------------------------------------------------------------------------------------------------------------------------------------------------- \| \| 31. Dezember 2005 – 27. Januar 2006 4 Wochen \| 4 \| Coldplay \| Talk Guy Rupert Berryman, William Champion, Christopher Anthony John Martin, Ralf Hütter, Emil Schult, Jonathan Mark Buckland, Karl Bartos \| – \| \| 28. Januar 2006 – 10. Februar 2006 2 Wochen \| 2 \| Kelly Clarkson \| Because of You Kelly Brianne Clarkson, Ben Moody, David Hall Hodges \| – \| \| 11. Februar 2006 – 24. März 2006 6 Wochen \| 6 \| Andrea Bocelli & Marco Borsato \| Because We Believe Amy Skylark Foster-Gillies, David Walter Foster, Andrea Bocelli \| – \| \| 25. März 2006 – 28. April 2006 5 Wochen \| 5 \| Raffaëla \| Right Here, Right Now Jörgen Kjell Aake Elofsson \| Raffaëla Paton ist die Gewinnerin der dritten Idols-Staffel und die dritte Siegerin der Casting-Show mit einem Nummer-eins-Hit. Im Jahr zuvor erreichte die Schwedin Agnes Carlsson mit dem Lied Platz 1 in ihrer Heimat. \| \| 29. April 2006 – 12. Mai 2006 2 Wochen \| 2 \| Shakira feat. Wyclef Jean \| Hips Don’t Lie Omar Alfanno, Jerry Duplessis, Wyclef Jean, Shakira Isabel Mebarak, Latavia Chufon Parker, Luis Diaz \| – \| \| 13. Mai 2006 – 28. Juli 2006 11 Wochen \| 11 \| Marco Borsato \| Rood John O. C. W. Ewbank \| – \| \| 29. Juli 2006 – 11. August 2006 2 Wochen \| 2 \| Sérgio Mendes feat. the Black Eyed Peas \| Mas que nada Jorge Ben \| – \| \| 12. August 2006 – 25. August 2006 2 Wochen \| 2 \| Guillermo & Tropical Danny \| Toppertje Djuro Leideritz, Simon van den Hanenberg \| – \| \| 26. August 2006 – 8. September 2006 2 Wochen \| 2 \| Basshunter \| Boten Anna Jonas Erik Altberg \| – \| \| 9. September 2006 – 13. Oktober 2006 5 Wochen \| 5 \| Jan Smit \| Als de morgen is gekomen Musik: Cees Tol, Thomas Tol; Text: Simon Nicolaas Keizer, Johannes H. M. Smit \| – \| \| 14. Oktober 2006 – 17. November 2006 5 Wochen \| 5 \| Marco Borsato & Lucie Silvas \| Everytime I Think of You Jack S. Conrad, Raymond Louis Kennedy \| – \| \| 18. November 2006 – 1. Dezember 2006 2 Wochen \| 2 \| U2 & Green Day \| The Saints Are Coming Musik: Stuart Adamson; Text: Richard Jobson \| – \| \| 1. Dezember 2006 – 8. Dezember 2006 1 Woche \| 1 \| Coole Piet \| Paniek in de confettifabriek Dennis van Leeuwen, Harold Verwoert \| Im Vorjahr hatte es der coole „Knecht Ruprecht“ aus dem „Nikolaus-Club“, einer niederländischen Jugendserie, erstmals mit einer Single in die Charts geschafft. Die zweite Single erreicht Platz 1, mit De speelgoeddief erreichte die dritte und letzte Single 2007 Platz 2.[1] \| \| 9. Dezember 2006 – 12. Januar 2007 5 Wochen \| 5 \| Jan Smit \| Cupido Simon Nicolaas Keizer, Johannes H. M. Smit \| – \| |                                                |                                                | | |
| ← 2005 |                                                |                                                | | → 2007 → |
| Zeitraum | Wo. ges.                                       | Interpret                                      | Titel Autor(en) | Zusätzliche Informationen |
| (Zeitraum, Wochen auf Platz eins, Interpret, Titel, Autor[en], zusätzliche Informationen) |                                                |                                                | | |
| 31. Dezember 2005 – 27. Januar 2006 4 Wochen | 4                                              | Coldplay                                       | Talk Guy Rupert Berryman, William Champion, Christopher Anthony John Martin, Ralf Hütter, Emil Schult, Jonathan Mark Buckland, Karl Bartos | – |
| 28. Januar 2006 – 10. Februar 2006 2 Wochen | 2                                              | Kelly Clarkson                                 | Because of You Kelly Brianne Clarkson, Ben Moody, David Hall Hodges                                                                        | – |
| 11. Februar 2006 – 24. März 2006 6 Wochen | 6                                              | Andrea Bocelli & Marco Borsato                 | Because We Believe Amy Skylark Foster-Gillies, David Walter Foster, Andrea Bocelli                                                         | – |
| 25. März 2006 – 28. April 2006 5 Wochen | 5                                              | Raffaëla                                       | Right Here, Right Now Jörgen Kjell Aake Elofsson                                                                                           | Raffaëla Paton ist die Gewinnerin der dritten Idols-Staffel und die dritte Siegerin der Casting-Show mit einem Nummer-eins-Hit. Im Jahr zuvor erreichte die Schwedin Agnes Carlsson mit dem Lied Platz 1 in ihrer Heimat.                                                     |
| 29. April 2006 – 12. Mai 2006 2 Wochen | 2                                              | Shakira feat. Wyclef Jean                      | Hips Don’t Lie Omar Alfanno, Jerry Duplessis, Wyclef Jean, Shakira Isabel Mebarak, Latavia Chufon Parker, Luis Diaz                        | – |
| 13. Mai 2006 – 28. Juli 2006 11 Wochen | 11                                             | Marco Borsato                                  | Rood John O. C. W. Ewbank | – |
| 29. Juli 2006 – 11. August 2006 2 Wochen | 2                                              | Sérgio Mendes feat. the Black Eyed Peas        | Mas que nada Jorge Ben | – |
| 12. August 2006 – 25. August 2006 2 Wochen | 2                                              | Guillermo & Tropical Danny                     | Toppertje Djuro Leideritz, Simon van den Hanenberg                                                                                         | – |
| 26. August 2006 – 8. September 2006 2 Wochen | 2                                              | Basshunter                                     | Boten Anna Jonas Erik Altberg | – |
| 9. September 2006 – 13. Oktober 2006 5 Wochen | 5                                              | Jan Smit                                       | Als de morgen is gekomen Musik: Cees Tol, Thomas Tol; Text: Simon Nicolaas Keizer, Johannes H. M. Smit                                     | – |
| 14. Oktober 2006 – 17. November 2006 5 Wochen | 5                                              | Marco Borsato & Lucie Silvas                   | Everytime I Think of You Jack S. Conrad, Raymond Louis Kennedy                                                                             | – |
| 18. November 2006 – 1. Dezember 2006 2 Wochen | 2                                              | U2 & Green Day                                 | The Saints Are Coming Musik: Stuart Adamson; Text: Richard Jobson                                                                          | – |
| 1. Dezember 2006 – 8. Dezember 2006 1 Woche | 1                                              | Coole Piet                                     | Paniek in de confettifabriek Dennis van Leeuwen, Harold Verwoert                                                                           | Im Vorjahr hatte es der coole „Knecht Ruprecht“ aus dem „Nikolaus-Club“, einer niederländischen Jugendserie, erstmals mit einer Single in die Charts geschafft. Die zweite Single erreicht Platz 1, mit De speelgoeddief erreichte die dritte und letzte Single 2007 Platz 2. |
| 9. Dezember 2006 – 12. Januar 2007 5 Wochen | 5                                              | Jan Smit                                       | Cupido Simon Nicolaas Keizer, Johannes H. M. Smit                                                                                          | – |

## Alben
| ← 2005 ← | Liste der Nummer-eins-Hits in den Niederlanden | Liste der Nummer-eins-Hits in den Niederlanden | Liste der Nummer-eins-Hits in den Niederlanden | 2007 →                    |
| \| Zeitraum \| Wo. ges. \| Interpret \| Titel \| Zusätzliche Informationen \| \| (Zeitraum, Wochen auf Platz eins, Interpret, Titel, zusätzliche Informationen) \| \| \| \| \| \| ------------------------------------------------------------------------------ \| -------- \| ----------------------------------- \| ------------------------- \| ------------------------- \| \| 3. Dezember 2005 – 3. Februar 2006 9 Wochen (insgesamt 11) \| 11 \| Katie Melua \| Piece by Piece \| – \| \| 4. Februar 2006 – 24. Februar 2006 3 Wochen \| 3 \| Kelly Clarkson \| Breakaway \| – \| \| 25. Februar 2006 – 3. März 2006 1 Woche \| 1 \| Lucie Silvas \| Breathe In \| – \| \| 4. März 2006 – 10. März 2006 1 Woche (insgesamt 2) \| 2 \| Andrea Bocelli \| Amore \| – \| \| 11. März 2006 – 31. März 2006 3 Wochen (insgesamt 4) \| 4 \| Bløf \| Umoja \| – \| \| 1. April 2006 – 7. April 2006 1 Woche (insgesamt 2) \| 2 \| Andrea Bocelli \| Amore \| – \| \| 8. April 2006 – 14. April 2006 1 Woche (insgesamt 4) \| 4 \| Bløf \| Umoja \| – \| \| 15. April 2006 – 21. April 2006 1 Woche \| 1 \| Live \| Songs from Black Mountain \| – \| \| 22. April 2006 – 28. April 2006 1 Woche \| 1 \| Residentie Orkest unter Jos Vermunt \| Bach Mattheuspassie \| – \| \| 29. April 2006 – 5. Mai 2006 1 Woche \| 1 \| Raffaëla \| Raffaëla \| – \| \| 6. Mai 2006 – 12. Mai 2006 1 Woche \| 1 \| Tool \| 10,000 Days \| – \| \| 13. Mai 2006 – 16. Juni 2006 5 Wochen \| 5 \| Red Hot Chili Peppers \| Stadium Arcadium \| – \| \| 17. Juni 2006 – 23. Juni 2006 1 Woche \| 1 \| Keane \| Under the Iron Sea \| – \| \| 24. Juni 2006 – 11. August 2006 7 Wochen \| 7 \| Ilse DeLange \| The Great Escape \| – \| \| 12. August 2006 – 18. August 2006 1 Woche \| 1 \| J. J. Cale \| Collected \| – \| \| 19. August 2006 – 25. August 2006 1 Woche \| 1 \| Christina Aguilera \| Back to Basics \| – \| \| 26. August 2006 – 8. September 2006 2 Wochen \| 2 \| Jannes \| Laat me vrij \| – \| \| 9. September 2006 – 15. September 2006 1 Woche \| 1 \| K3 \| Ya Ya Yippee \| – \| \| 16. September 2006 – 22. September 2006 1 Woche \| 1 \| Rowwen Heze \| Rodus & Lucius \| – \| \| 23. September 2006 – 27. Oktober 2006 5 Wochen (insgesamt 7) \| 7 \| Jan Smit \| Op weg naar geluk \| – \| \| 28. Oktober 2006 – 10. November 2006 2 Wochen \| 2 \| Frans Bauer \| Voor altijd \| – \| \| 11. November 2006 – 24. November 2006 2 Wochen (insgesamt 7) \| 7 \| Jan Smit \| Op weg naar geluk \| – \| \| 25. November 2006 – 8. Dezember 2006 2 Wochen (insgesamt 6) \| 6 \| Trijntje Oosterhuis \| The Look of Love \| – \| \| 9. Dezember 2006 – 15. Dezember 2006 1 Woche \| 1 \| Marco Borsato \| Symphonica in rosso \| – \| \| 16. Dezember 2006 – 22. Dezember 2006 1 Woche (insgesamt 6) \| 6 \| Trijntje Oosterhuis \| The Look of Love \| – \| \| 23. Dezember 2006 – 5. Januar 2007 2 Wochen \| 2 \| Il Divo \| Siempre \| – \| |                                                |                                                |                                                |                           |
| ← 2005 |                                                |                                                |                                                | → 2007 →                  |
| Zeitraum | Wo. ges.                                       | Interpret                                      | Titel                                          | Zusätzliche Informationen |
| (Zeitraum, Wochen auf Platz eins, Interpret, Titel, zusätzliche Informationen) |                                                |                                                |                                                |                           |
| 3. Dezember 2005 – 3. Februar 2006 9 Wochen (insgesamt 11) | 11                                             | Katie Melua                                    | Piece by Piece                                 | –                         |
| 4. Februar 2006 – 24. Februar 2006 3 Wochen | 3                                              | Kelly Clarkson                                 | Breakaway                                      | –                         |
| 25. Februar 2006 – 3. März 2006 1 Woche | 1                                              | Lucie Silvas                                   | Breathe In                                     | –                         |
| 4. März 2006 – 10. März 2006 1 Woche (insgesamt 2) | 2                                              | Andrea Bocelli                                 | Amore                                          | –                         |
| 11. März 2006 – 31. März 2006 3 Wochen (insgesamt 4) | 4                                              | Bløf                                           | Umoja                                          | –                         |
| 1. April 2006 – 7. April 2006 1 Woche (insgesamt 2) | 2                                              | Andrea Bocelli                                 | Amore                                          | –                         |
| 8. April 2006 – 14. April 2006 1 Woche (insgesamt 4) | 4                                              | Bløf                                           | Umoja                                          | –                         |
| 15. April 2006 – 21. April 2006 1 Woche | 1                                              | Live                                           | Songs from Black Mountain                      | –                         |
| 22. April 2006 – 28. April 2006 1 Woche | 1                                              | Residentie Orkest unter Jos Vermunt            | Bach Mattheuspassie                            | –                         |
| 29. April 2006 – 5. Mai 2006 1 Woche | 1                                              | Raffaëla                                       | Raffaëla                                       | –                         |
| 6. Mai 2006 – 12. Mai 2006 1 Woche | 1                                              | Tool                                           | 10,000 Days                                    | –                         |
| 13. Mai 2006 – 16. Juni 2006 5 Wochen | 5                                              | Red Hot Chili Peppers                          | Stadium Arcadium                               | –                         |
| 17. Juni 2006 – 23. Juni 2006 1 Woche | 1                                              | Keane                                          | Under the Iron Sea                             | –                         |
| 24. Juni 2006 – 11. August 2006 7 Wochen | 7                                              | Ilse DeLange                                   | The Great Escape                               | –                         |
| 12. August 2006 – 18. August 2006 1 Woche | 1                                              | J. J. Cale                                     | Collected                                      | –                         |
| 19. August 2006 – 25. August 2006 1 Woche | 1                                              | Christina Aguilera                             | Back to Basics                                 | –                         |
| 26. August 2006 – 8. September 2006 2 Wochen | 2                                              | Jannes                                         | Laat me vrij                                   | –                         |
| 9. September 2006 – 15. September 2006 1 Woche | 1                                              | K3                                             | Ya Ya Yippee                                   | –                         |
| 16. September 2006 – 22. September 2006 1 Woche | 1                                              | Rowwen Heze                                    | Rodus & Lucius                                 | –                         |
| 23. September 2006 – 27. Oktober 2006 5 Wochen (insgesamt 7) | 7                                              | Jan Smit                                       | Op weg naar geluk                              | –                         |
| 28. Oktober 2006 – 10. November 2006 2 Wochen | 2                                              | Frans Bauer                                    | Voor altijd                                    | –                         |
| 11. November 2006 – 24. November 2006 2 Wochen (insgesamt 7) | 7                                              | Jan Smit                                       | Op weg naar geluk                              | –                         |
| 25. November 2006 – 8. Dezember 2006 2 Wochen (insgesamt 6) | 6                                              | Trijntje Oosterhuis                            | The Look of Love                               | –                         |
| 9. Dezember 2006 – 15. Dezember 2006 1 Woche | 1                                              | Marco Borsato                                  | Symphonica in rosso                            | –                         |
| 16. Dezember 2006 – 22. Dezember 2006 1 Woche (insgesamt 6) | 6                                              | Trijntje Oosterhuis                            | The Look of Love                               | –                         |
| 23. Dezember 2006 – 5. Januar 2007 2 Wochen | 2                                              | Il Divo                                        | Siempre                                        | –                         |

## Jahreshitparaden
| ← 2005 ← | Liste der Nummer-eins-Hits in den Niederlanden | Liste der Nummer-eins-Hits in den Niederlanden                                       | Liste der Nummer-eins-Hits in den Niederlanden | 2007 →   |
| \| Singles \| Position# \| Alben \| \| ------------------------------------------------------------------------------------------------------------------------------------------------------------------------- \| --------- \| ------------------------------------------------------------------------------------ \| \| La camisa negra Juanes Juan Esteban Aristizábal Vázquez \| 1 \| Op weg naar geluk Jan Smit \| \| Rood Marco Borsato John O. C. W. Ewbank \| 2 \| Umoja Bløf \| \| Hips Don’t Lie Shakira feat. Wyclef Jean Omar Alfanno, Jerry Duplessis, Wyclef Jean, Shakira Isabel Mebarak, Latavia Chufon Parker, Luis Diaz \| 3 \| Piece by Piece Katie Melua \| \| Crazy Gnarls Barkley Musik: Brian Joseph Burton, Thomas DeCarlo Callaway, Gian Franco Reverberi, Gian Piero Reverberi; Text: Brian Joseph Burton, Thomas DeCarlo Callaway \| 4 \| Amore Andrea Bocelli \| \| No Worries Simon Webbe Matthew Alan Prime, Tim Woodcock \| 5 \| The Great Escape Ilse DeLange \| \| One Mary J. Blige & U2 Adam Clayton, Laurence Mullen, David Evans, Paul David Hewson \| 6 \| Stadium Arcadium Red Hot Chili Peppers \| \| Mas que nada Sérgio Mendes feat. the Black Eyed Peas Jorge Ben \| 7 \| Breathe In Lucie Silvas \| \| Living on Video Pakito Pascal Languirand \| 8 \| The Look of Love – Burt Bacharach Songbook Trijntje Oosterhuis & Metropole Orchestra \| \| Dance 4 Life Tiësto feat. Maxi Jazz Tijs Michiel Verwest, Dennis J. Waakop Reijers; Text: Maxwell Alexander Fraser \| 9 \| jansmit.com Jan Smit \| \| Als de morgen is gekomen Jan Smit Musik: Cees Tol, Thomas Tol; Text: Simon Nicolaas Keizer, Johannes H. M. Smit \| 10 \| Breakaway Kelly Clarkson \| |                                                |                                                                                      |                                                |          |
| ← 2005 |                                                |                                                                                      |                                                | → 2007 → |
| Singles | Position#                                      | Alben                                                                                |                                                |          |
| La camisa negra Juanes Juan Esteban Aristizábal Vázquez | 1                                              | Op weg naar geluk Jan Smit                                                           |                                                |          |
| Rood Marco Borsato John O. C. W. Ewbank | 2                                              | Umoja Bløf                                                                           |                                                |          |
| Hips Don’t Lie Shakira feat. Wyclef Jean Omar Alfanno, Jerry Duplessis, Wyclef Jean, Shakira Isabel Mebarak, Latavia Chufon Parker, Luis Diaz | 3                                              | Piece by Piece Katie Melua                                                           |                                                |          |
| Crazy Gnarls Barkley Musik: Brian Joseph Burton, Thomas DeCarlo Callaway, Gian Franco Reverberi, Gian Piero Reverberi; Text: Brian Joseph Burton, Thomas DeCarlo Callaway | 4                                              | Amore Andrea Bocelli                                                                 |                                                |          |
| No Worries Simon Webbe Matthew Alan Prime, Tim Woodcock | 5                                              | The Great Escape Ilse DeLange                                                        |                                                |          |
| One Mary J. Blige & U2 Adam Clayton, Laurence Mullen, David Evans, Paul David Hewson | 6                                              | Stadium Arcadium Red Hot Chili Peppers                                               |                                                |          |
| Mas que nada Sérgio Mendes feat. the Black Eyed Peas Jorge Ben | 7                                              | Breathe In Lucie Silvas                                                              |                                                |          |
| Living on Video Pakito Pascal Languirand | 8                                              | The Look of Love – Burt Bacharach Songbook Trijntje Oosterhuis & Metropole Orchestra |                                                |          |
| Dance 4 Life Tiësto feat. Maxi Jazz Tijs Michiel Verwest, Dennis J. Waakop Reijers; Text: Maxwell Alexander Fraser | 9                                              | jansmit.com Jan Smit                                                                 |                                                |          |
| Als de morgen is gekomen Jan Smit Musik: Cees Tol, Thomas Tol; Text: Simon Nicolaas Keizer, Johannes H. M. Smit | 10                                             | Breakaway Kelly Clarkson                                                             |                                                |          |